# سن-دونا (با-سن-لوران)
سَن-دُنا، با-سَن-لُران (به فرانسوی: Saint-Donat, با-سن-لوران) قصبه‌ای در منطقه شهری لا میتیس ناحیه با-سن-لوران در استان کبک کانادا است. در سرشماری سال ۲۰۱۱ این قصبه ۸۱۸ نفر جمعیت داشته‌است و مساحت آن ۹۳٫۲۳ کیلومتر مربع است.